# 紹爾克拉斯蒂

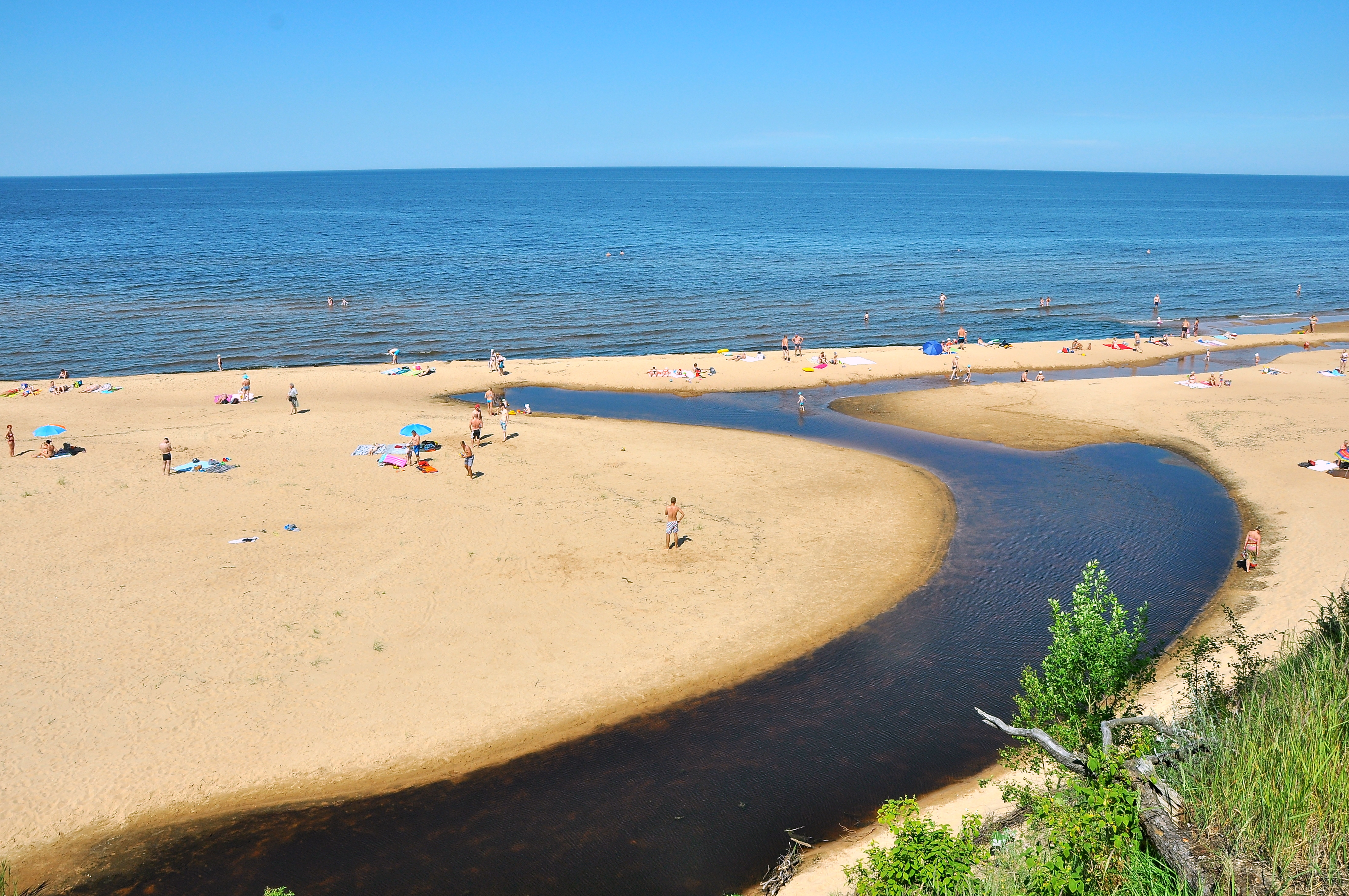
紹爾克拉斯蒂的沙滩

紹爾克拉斯蒂是拉脫維亞紹爾克拉斯蒂市鎮内的城鎮及其行政中心，位於該國中部里加灣東岸，距離首都里加40公里，始建於1933年，海拔高度13米，面積4.8平方公里，2010年人口3,299。